# 유리 로디긴
유리 로디긴(러시아어: Юрий Лодыгин, 현대 그리스어: Γιούρι Λοντίγκιν, 1990년 5월 26일, 러시아 SFSR 블라디미르 ~ )는 파나티나이코스 FC에서 골키퍼로 뛰는 그리스계 러시아 출신의 축구 선수다.

## 경력
블라디미르에서 러시아 출신의 아버지와 그리스 출신의 어머니 사이에서 태어났고, 그리스에서 자란, 로디긴은 유스팀에서부터 스코다 크산티에서 뛰었다. 2008-2009 시즌, 크샨티 U-21 팀에서 보여준 그의 활약으로, 팀은 그리스 U-21 리그에서 처음으로 정상에 올랐고, 2009년 6월 17일에 정식 프로계약을 맺었다. 그는 2010-2011 시즌에 에오르다이코스로 임대되었고, 25번의 선발 출장(그리고 2번의 리그 컵)을 하였다. 그는 스코다 크샨티로 복귀했고, 리그 마지막 일정이던 에르고텔리스와의 경기에서 팀의 첫 선발출전을 하였고, 2012-2013 시즌부터는 그는 주전 선수가 되었다.
2013년 6월, 로디긴은 제니트 상트페테르부르크로 이적하였다.

## 국가대표팀 경력
로디긴은 청소년 대회에서 그리스 대표팀으로 출전하였고, 그는 2013년 5월에 성인팀에 소집되었다. 그는 2013년 8월에 그리스 대표팀에 소집되었지만, 그는 그 요청을 거부하였다.
그는 러시아 대표팀의 파비오 카펠로 감독 에 의해서, 2013년 10월 4일에 있었던 2014년 FIFA 월드컵 유럽 지역 예선에서의 룩셈부르크와 아제르바이잔과의 상대로 처음으로 소집되었다. 그는 2013년 11월 19일에 열린 대한민국 축구 국가대표팀과의 친선전에서 러시아 대표팀 첫 데뷔전을 치렀다.